# Tomba d'Amarna 8
La tomba de l'antic Egipte del noble Tutu, coneguda com la Tomba d'Amarna 8, es troba en el grup de tombes conegudes col·lectivament com les Tombes Sud, prop de la ciutat d'Amarna, a Egipte.
Tutu va ser «Majordom del Palau Reial», «Cap dels servents de Neferkheperura-waenra», «Supervisor de totes les construccions de Sa Majestat», «Supervisor de la plata i l'or del Senyor de la Dues Terres», etc.
Els títols de Tutu l'identifiquen com un dels homes més poderosos de cort d'Akhenaton. És possible que fos el funcionari que apareix a les Cartes d'Amarna a qui els prínceps estrangers van escriure com a intermediari amb el rei. La tomba ocupa un lloc destacat en la necròpolis, a dalt d'un turó.

## Façana
Es va deixar plana excepte els brancals de la porta, on es van tallar oracions a Aton, i la llinda, que es va pintar una escena de la família reial i que actualment està desgastada.

## Entrada a la sala exterior
Hi ha una escena de la família reial adorant a Aton davant una taula d'ofrenes. També es pot veure a Tutu agenollat i oferint una oració, que és l'himne més curt a Aton. L'oració ocupava el costat dret però gran part d'ella va ser destruïda a finals del segle xix junt amb moltes altres parts de la tomba. Hi ha inscripcions al sostre.

## Sala exterior
Dues fileres de columnes divideixen la sala en tres naus transversals. Les columnes de la part posterior de la fila estan unides entre si en dos grups per un mur baix (és l'única tomba d'Amarna que té aquesta arquitectura característica). En cada extrem de la sala havia la intenció de tallar tres cavitats per a contenir les estàtues de Tutu però estan sense acabar i això ha permés examinar els mètodes de treball dels antics picapedrers.
Hi ha les següents escenes i punts d'interès, en sentit contrari a les agulles del rellotge des de la porta:
- Tutu és nomenat Cap dels Servents des de la Finestra d'Aparicions.[3] Ell està col·locat davant de la finestra i hi ha discursos formals llargs tallats per sobre d'ell. Es poden veure detalls de la Casa del Rei per sota de la finestra. A l'esquerra de la finestra es poden veure emissaris estrangers, soldats i escribes. A l'extrem esquerre hi ha una representació molt simplificada d'un dels temples d'Aton envoltada d'arbres, l'únic dibuix complet del temple en les tombes del Sud. Per sota de tota aquesta escena es pot veure una pregària de lloança al rei.

- Tres cavitats destinades per a estàtues. Estan sense acabar. Hi ha panells decorats per sobre de les entrades de les cavitats.

- Una columna decorada. El rei i la reina apareixen en un panell a l'eix de la columna. La resta de l'eix i del capitell està decorat amb diversos motius: grups d'ànecs, imatges de la família reial i Tutu pregant.

- Tutu és nomenat per ser l'encarregat de la recaptació d'impostos. El rei i la reina es mostren asseguts aparentment fora de la Casa del Rei. Originalment, Nefertiti tenia les seves filles en els seus genolls, però gran part d'aquest grup va ser tallada en un bloc separat, actualment perdut. Darrere de la Reina hi ha detalls de la Casa del Rei, com la Finestra d'Aparicions a petita escala. Els discursos llargs acompanyen el nomenament de Tutu. A la dreta es pot veure files de figures al pati i els bous de sacrifici amb les banyes adornades. Sota d'aquesta escena hi ha tallat una breu pregària i la figura de Tutu.

En el sòl de la part nord-est de la sala hi ha les escales que es dirigien a la cambra funerària. Només van ser tallats cinquanta-quatre graons en tres vols, però la cambra no es va tallar.

## Sala interior
No està finalitzada i només es va iniciar la construcció de les columnes.